# Campoplex excavatus
Campoplex excavatus là một loài tò vò trong họ Ichneumonidae.